# Hinkel
Hinkel (en luxemburguès: Henkel; en alemany: Hinkel) és una vila de la comuna de Rosport  situada al districte de Grevenmacher del cantó d'Echternach. Està a uns 33 km de distància de la ciutat de Luxemburg.